# ShM vz. 85 PRÁM-S
ShM vz. 85 PRÁM-S je automaticky nabíjený minomet na prodlouženém podvozku BVP-1.
Vývoj samohybného minometu ShM vz. 85 PRÁM-S začal v Československu v roce 1980 v národním podniku Konštrukta Trenčín. Prvních 12 kusů ověřovací série minometu bylo vyrobeno v roce 1990 v podniku ZŤS Dubnica nad Váhom. Výroba dále nepokračovala kvůli dohodám o snížení počtu konvenčních zbraní v Československu. Při rozdělení Československa se 12 vyrobených minometů dělilo v poměru 2:1, Armáda České republiky tak získala 8 minometů, slovenské armádě připadly zbylé 4 kusy.
Samohybný minomet vz. 85 PRÁM-S se vyznačuje velkou mobilitou v terénu a vysokou rychlostí palby. Je určen především k eliminaci protivníkovy živé síly, lehce pancéřovaných vozidel a lehkých polních krytů.
Osádku samohybného minometu tvoří 4 osoby – řidič, velitel, střelec jenž na rozkazy velitele vede palbu a nabíječ který plní dopravníky municí. Samotné nabíjení minometu je zajištěno nabíjecím automatem, ten se skládá z elevační části, nabíjecího zařízení a dopravníku. Pancéřová korba vozidla zajišťuje posádce ochranu před palbou z lehkých pěchotních zbraní a střepinami z dělostřeleckých granátů. Pomocnou výzbroj minometu tvoří protiletadlový kulomet NSV ráže 12,7 mm se zásobou 300 nábojů, nebo protitankový raketový komplet 9K113 Konkurs, osádka vozidla může být dále vybavena pancéřovkami RPG-75, ručními obrannými granáty F1 a samopaly vz. 58.

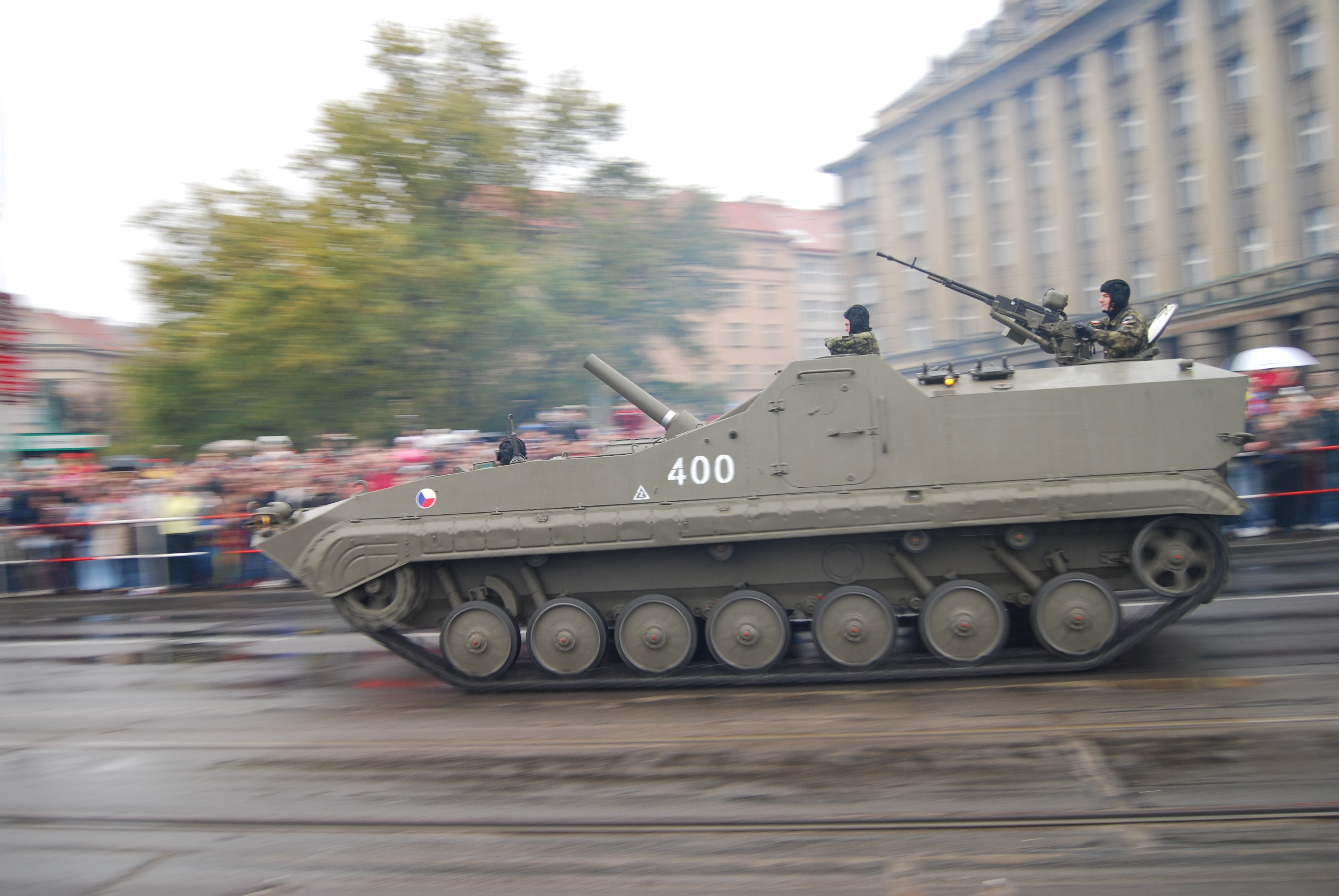
Boční pohled na minomet

## Technické údaje
- Ráže: 120 mm
- Osádka: 4 osoby
- Délka hlavně: 1 917 mm
- Délka vozidla: 7 470 mm
- Výška korby: 2 250 mm
- Výška při náměru 40°: 2 500 mm
- Šířka vozidla: 2 940 mm
- Rozchod pásů: 2 550 mm
- Max. rychlost: 63 km/h
- Max. rychlost v terénu: 28-33 km/h
- Max. rychlost při plavání: 7 km/h
- Celková hmotnost: 15 970 kg
- Jízdní dosah: 550 km
- Rozsah náměru: 40-80°
- Rozsah odměru: ±15°
- Maximální dostřel: 8 036 m
- Minimální dostřel: 504 m
- Počet ran za 1 minutu: 18-20
- Počet ran za 5 minut: 40
- Počet ran za 60 minut: 700
- Počet vezených min: 80 ks